# Munții Maramureșului (sit SCI)
Munții Maramureșului este o arie protejată (arie specială de conservare — SAC, sit de importanță comunitară — SCI) din România, desemnată în scopul protejării biodiversității și menținerii într-o stare de conservare favorabilă a florei spontane și faunei sălbatice, precum și a habitatelor naturale de interes comunitar aflate în arealul zonei de protecție. Aceasta se întinde pe o suprafață de 106.867,9 ha, integral pe uscat.

## Localizare
Situl se întinde pe teritoriile administrative ale județelor Maramureș (Bistra, Borșa, Leordina, Moisei, Petrova, Poienile de sub Munte, Repedea, Ruscova, Săcel, Vișeu de Jos, Vișeu de Sus) și Suceava (Cârlibaba). Centrul sitului Munții Maramureșului este situat la coordonatele 47°47′37″N 24°36′10″E / 47.793531°N 24.602725°E.

## Înființare
Situl Munții Maramureșului (ROSCI0124) a fost declarat sit de importanță comunitară în decembrie 2007 pentru a proteja 37 de specii faunistice și floristice. Acesta a fost protejat și ca arie specială de conservare în mai 2022. Situl include ariile naturale: Cornu Nedeii - Ciungii Bălăsinii, Poiana cu narcise Tomnatec - Sehleanu, Stâncăriile Sâlhoi - Zâmbroslavele, Parcul Natural Munții Maramureșului și Vârful Farcău - Lacul Vinderelu - Vârful Mihăilecu.

## Biodiversitate
Situată în ecoregiunea alpină a Carpaților Maramureșului și Bucovinei, aria protejată conține 31 habitate naturale: Râuri alpine și vegetația herbacee de pe malurile lor, Râuri de munte și vegetația lor lemnoasă cu Myricaria germanica, Râuri de munte și vegetația lor lemnoasă cu Salix elaeagnos, Pajiști alpine și boreale, Pajiști uscate, Tufișuri cu Pinus mugo și Rhododendron hirsutum (Mugo-Rhododendretum hirsuti), Tufărișuri sub-arctice de Salix spp., Pajiști boreale și alpine pe substrat silicios, Pajiști panonice de stâncării (Stipo-festucetalia palentis), Pajiști bogate în specii de Nardus, pe substraturile silicioase ale zonelor muntoase, Pajiști cu Molinia pe soluri calcaroase, turboase sau argilo-lemnoase (Molinion caeruleae), Asociații de lizieră cu ierburi înalte hidrofile de la nivelul câmpiilor până la nivel montan și alpin, Pajiști aluviale ale văilor de râuri cu Cnidion dubii, Pajiști montane, Turbării active, Mlaștini turboase de tranziție și turbării mișcătoare, Izvoare petrifiante cu formare de travertin (Cratoneurion), Mlaștini alcaline, Grohotiș stâncos al etajului montan (Androsacetalia alpinae și Galeopsitalia ladani), Grohotiș calcaros și de șisturi calcaroase ale etajelor montane până la cele alpine (Thlaspietea rotundifolii), Pante stâncoase calcaroase cu vegetație chasmofitică, Pante stâncoase silicioase cu vegetație chasmofitică, Stânci silicioase cu vegetație pionieră de Sedo-Scleranthion sau Sedo albi-Veronicion dillenii, Păduri tip Luzulo-Fagetum, 'Păduri tip Asperulo-Fagetum, Păduri medioeuropene tip Cephalanthero-Fagion, Păduri de pantă, grohotiș sau ravene cu Tilio-Acerion, Turbării împădurite, Păduri aluviale cu Alnus glutinosa și Fraxinus excelsior (Alno-Padion, Alnion nicanae, Salicion albae), Păduri dacice de fag (Symphyto-Fagion) și Păduri acidofile cu Picea din etajele alpine montane.
La baza desemnării sitului se află 26 specii de animale aflate pe lista roșie a IUCN și 11 specii de plante protejate la nivel european prin Directiva CE 92/43/CE din 21 mai 1992 (privind conservarea habitatelor naturale și a speciilor de faună și floră sălbatică); astfel:
- amfibieni (2): buhaiul de baltă cu burtă galbenă (Bombina variegata), salamandra carpatică (Triturus montadonni);[6]
- mamifere (9): urs brun (Ursus arctos)[7], lup cenușiu (Canis lupus)[8], vidră de râu (Lutra lutra)[9], breb (Castor fiber), râs eurasiatic (Lynx lynx), liliacul cu urechi de șoarece (Myotis blythii), liliacul comun (Myotis myotis)[10], liliacul mare cu potcoavă (Rhinolophus ferrumequinum), liliacul mic cu potcoavă (Rhinolophus hipposideros);
- pești (7): mreana carpatică (Barbus carpathicus), zglăvoc (Cottus gobio), chișcar (Eudontomyzon danfordi), lostriță (Hucho hucho)[11], porcușor de vad (Romanogobio uranoscopus), câră (Sabanejewia balcanica), clean dungat (Telestes souffia),
- nevertebrate (8): melcul cerenat bănățean (Chilostoma banaticum), trei cărăbuși din speciile Carabus zawadzkii, Carabus hampei, Carabus variolosus), fluturele purpuriu (Lycaena dispar), cosașul transilvan (Pholidoptera transsylvanica), croitorul caprifoiului (Pseudogaurotina excellens), croitorul alpin (Rosalia alpina),
- plante (11): turiță (Agrimonia pilosa), mușchiul scutului verde (Buxbaumia viridis), Dicranum viride și Meesia longiseta (mușchi), clopoțelul de munte (Campanula serrata), papucul doamnei (Cypripedium calceolus), pipiriguț (Eleocharis carniolica), curechiul de munte (Ligularia sibirica), moșișoare (Liparis loeselii), firuță de munte (Poa granitica subsp. disparilis), iarba-gâtului (Tozzia carpathica).[3]

Pe lângă speciile protejate aflate la baza desemnării sitului, pe teritoriul acestuia au mai fost identificate 129 specii din flora spontană și fauna sălbatică a României.